# La battaglia di Midway
La battaglia di Midway (Midway) è un film di guerra del 1976 diretto da Jack Smight e prodotto da Walter Mirisch. Dal soggetto del film lo sceneggiatore Donald S. Sanford ricavò una novelization (pubblicata in Italia nel 1977 da Longanesi).

## Trama
Giugno 1942, seconda guerra mondiale, presso le Isole Midway si svolge la battaglia aeronavale tra le forze degli Stati Uniti d'America e quelle del Giappone.
Il capitano Matthew Garth e il sottotenente Thomas Garth, entrambi piloti di aereo, sono rispettivamente padre e figlio. Quest'ultimo è innamorato di una ragazza giapponese residente negli U.S.A., Haruko, accusata di collaborazionismo. Il padre, pur con qualche incomprensione, cerca di aiutare il figlio. Alla fine, si troveranno sulla stessa portaerei nella battaglia decisiva.

## Cast
Il cast presenta molti nomi importanti, anche se alcuni di loro, come Robert Mitchum, Glenn Ford, James Coburn, sono impiegati in ruoli di secondo piano.

## Effetti sonori
Il film venne proiettato nelle principali sale cinematografiche con l'innovativo (per l'epoca) sistema audio "Sensurround". Particolari amplificatori e casse acustiche, producevano basse frequenze durante le scene dei bombardamenti, facendo realmente tremare le poltrone delle platee, rendendo così molto più suggestive quelle scene.

## Scene riprese da film precedenti
La scena iniziale sul bombardamento di Tokyo è tratta dal film Missione segreta, del 1944.
Furono utilizzate anche scene di Tora! Tora! Tora! e del film giapponese 8 Dicembre 1941, Tokio ordina: Distruggete Pearl Harbor (Hawai Middowei daikaikûsen: Taiheiyô no arashi) del 1960.